# HFC Haarlem in het seizoen 1966/67
Het seizoen 1966/1967 was het 12e jaar in het bestaan van de Haarlemse betaaldvoetbalclub Haarlem. De club kwam uit in de Tweede divisie en eindigde daarin op de eerste plaats. Dit hield in dat de club rechtstreeks promoveerde naar de Eerste divisie.

## Wedstrijdstatistieken

### Tweede divisie
|       | AGOVV | Baronie | EDO   | Excelsior | Fortuna | Gooiland | Heerenveen | Helmondia '55 | Hermes DVS | Hilversum | HVC   | Limburgia | NOAD  | PEC   | Roda JC | Tubantia | Veendam | FC VVV | Wageningen | Wilhelmina | ZFC   | Zwolsche Boys |
| ----- | ----- | ------- | ----- | --------- | ------- | -------- | ---------- | ------------- | ---------- | --------- | ----- | --------- | ----- | ----- | ------- | -------- | ------- | ------ | ---------- | ---------- | ----- | ------------- |
| Thuis | 1 – 0 | 3 – 0   | 4 – 0 | 1 – 2     | 2 – 0   | 2 – 2    | 4 – 0      | 2 – 4         | 2 – 0      | 2 – 0     | 2 – 0 | 0 – 1     | 5 – 1 | 3 – 0 | 4 – 1   | 4 – 1    | 0 – 1   | 0 – 0  | 1 – 0      | 5 – 1      | 2 – 0 | 4 – 1         |
| Uit   | 0 – 0 | 0 – 1   | 1 – 3 | 1 – 1     | 2 – 2   | 1 – 2    | 1 – 0      | 2 – 4         | 2 – 2      | 1 – 0     | 2 – 0 | 1 – 1     | 0 – 3 | 1 – 4 | 1 – 1   | 1 – 4    | 0 – 1   | 1 – 4  | 1 – 0      | 0 – 3      | 1 – 1 | 1 – 4         |

## Statistieken Haarlem 1966/1967

### Eindstand Haarlem in de Nederlandse Tweede divisie 1966 / 1967
| Stand | Gespeeld | Gewonnen | Gelijk | Verloren | Punten | Doelpunten voor | Doelpunten tegen |
| ----- | -------- | -------- | ------ | -------- | ------ | --------------- | ---------------- |
| 1e    | 44       | 27       | 9      | 8        | 63     | 94              | 36               |

### Topscorers
| Competitie \| # \| Naam \| \| \| ---------------- \| ----------------------- \| -- \| \| 1. \| Wietze Couperus \| 33 \| \| 2. \| Piet Hoeben \| 29 \| \| 3. \| Eduard Robert \| 10 \| \| 4. \| Arnold van Haren \| 7 \| \| 5. \| Doby Peters \| 4 \| \| 6. \| Beer Wentink \| 3 \| \| 7. \| Jan Smit \| 2 \| \| 8. \| Maurits Kruijer \| 1 \| \| 8. \| Gerrit Peijs \| 1 \| \| 8. \| Ton Smit \| 1 \| \| 8. \| Gerry Worst \| 1 \| \| Eigen doelpunten \| \| \| \| – \| Horst Gnielka (Roda JC) \| 1 \| \| – \| Jan van 't Hek (FC VVV) \| 1 \| \| Totaal \| Totaal \| 94 \| |                         |      |
| # | Naam                    | Goal |
| 1. | Wietze Couperus         | 33   |
| 2. | Piet Hoeben             | 29   |
| 3. | Eduard Robert           | 10   |
| 4. | Arnold van Haren        | 7    |
| 5. | Doby Peters             | 4    |
| 6. | Beer Wentink            | 3    |
| 7. | Jan Smit                | 2    |
| 8. | Maurits Kruijer         | 1    |
| 8. | Gerrit Peijs            | 1    |
| 8. | Ton Smit                | 1    |
| 8. | Gerry Worst             | 1    |
| Eigen doelpunten |                         |      |
| – | Horst Gnielka (Roda JC) | 1    |
| – | Jan van 't Hek (FC VVV) | 1    |
| Totaal | Totaal                  | 94   |

## Voetnoten
AGOVV · Baronie · EDO · Excelsior · Fortuna · Gooiland · Haarlem · Heerenveen · Helmondia '55 · Hermes DVS · Hilversum · HVC · Limburgia · NOAD · PEC · Roda JC · Tubantia · Veendam · FC VVV · Wageningen · Wilhelmina · ZFC · Zwolsche Boys